# Perryton (Teksas)
Perryton je grad u američkoj saveznoj državi Teksas. Prema popisu stanovništva iz 2010. u njemu je živjelo 8.802 stanovnika.